# Konoyo
Konoyo es el noveno álbum de estudio del músico canadiense de música electrónica Tim Hecker, lanzado el 28 de septiembre de 2018 en Kranky y Sunblind Music. La mayor parte del álbum se hizo a partir de las visitas de Hecker a Japón, donde trabajó con un conjunto gagaku, Tokyo Gakuso, en Jiunzan Mandala-Temple Kanzouin en las afueras de Tokio.

## Recepción de la crítica
Konoyo recibió elogios de la crítica tras su lanzamiento. En Metacritic, que asigna una calificación normalizada sobre 100 a las reseñas de los críticos principales, el álbum recibió una puntuación promedio de 82, basada en 18 reseñas, lo que indica «aclamación universal». 

## Reconocimientos
| Publicación    | Reconocimiento                                                | Puesto | Ref.  |
| -------------- | ------------------------------------------------------------- | ------ | ----- |
| Crack Magazine | Los 50 mejores álbumes de 2018                                | 26     | [ 3 ] |
| Gaffa          | Los 30 mejores álbumes de 2018                                | 13     | [ 4 ] |
| The 405        | Los 50 mejores álbumes de 2018                                | 6      | [ 5 ] |
| PopMatters     | Los 70 mejores álbumes de 2018                                | 28     | [ 6 ] |
| PopMatters     | Los 20 mejores álbumes de vanguardia y experimentales de 2018 | 4      | [ 7 ] |
| Sputnikmusic   | Los 50 mejores álbumes de 2018                                | 7      | [ 8 ] |
| Tiny Mix Tapes | Los 50 mejores álbumes de 2018                                | 21     | [ 9 ] |

## Listado de pistas
Todas las canciones escritas y compuestas por Tim Hecker. 
| N.º   | Título                                       | Duración |  |
| 1.    | «This life»                                  | 8:42     |  |
| 2.    | «In Death Valley»                            | 5:36     |  |
| 3.    | «Is a rose petal of the dying crimson light» | 3:27     |  |
| 4.    | «Keyed out»                                  | 9:46     |  |
| 5.    | «In mother earth phase»                      | 10:26    |  |
| 6.    | «A sodium codec haze»                        | 5:46     |  |
| 7.    | «Across to Anoyo»                            | 15:26    |  |
| 59:06 |                                              |          |  |

## Personal
- Mariel Roberts – violonchelo
- Tim Hecker – computadora, guitarra eléctrica, sintetizador, escritor, productor
- Kara-Lis Coverdale - teclados
- Yoshiyuki Izaki - percusión (uchimono)
- Takuya Koketsu - instrumentos de viento (ryūteki)
- Motonori Miura - instrumentos de viento (hichiriki)
- Fumiya Otonashi - shō
- Jake Viator - transferencia
- Akihiro Iizuka - ingeniero
- Ben Frost - ingeniero
- Toshihiko Kasai - ingeniero
- Teo Schifferli – diseño, maquetación
- Tobias Spichtig – obra de arte, fotografía